# Gobierno Renzi
El Gobierno Renzi fue el 63.er  gabinete de la República italiana.
El gobierno, en funciones desde febrero de 2014 hasta diciembre de 2016, estaba compuesto por miembros del Partido Democrático (PD), la Nueva Centroderecha (NCD), la Unión del Centro (UdC), Elección Cívica (SC), los Populares por Italia (PpI, hasta junio de 2015), Democracia Solidaria (Demo.S, desde julio de 2014), el Partido Socialista Italiano (PSI), el Centro Democrático (CD, desde octubre de 2015) e independientes sin partido. En su formación, el gabinete de Renzi fue el gobierno más joven de Italia hasta la fecha, con una edad promedio de cuarenta y siete. También fue el primer gabinete italiano en el que el número de ministros mujeres era igual al número de ministros hombres, sin incluir al primer ministro. Eso luego cambió, ya que finalmente tres ministros renunciaron, cada uno reemplazado por un ministro masculino.
El 19 de abril de 2016, el Senado rechazó dos mociones de confianza contra el gobierno, tras el "escándalo de Tempa Rossa": la primera (ingresada por el Movimiento 5 Estrellas) fue derrotada con 96-183 votos, la segunda (ingresada por Forza Italia, Liga Norte y Conservadores y Reformistas) también fue derrotada con una votación de 93–180.

## Historia

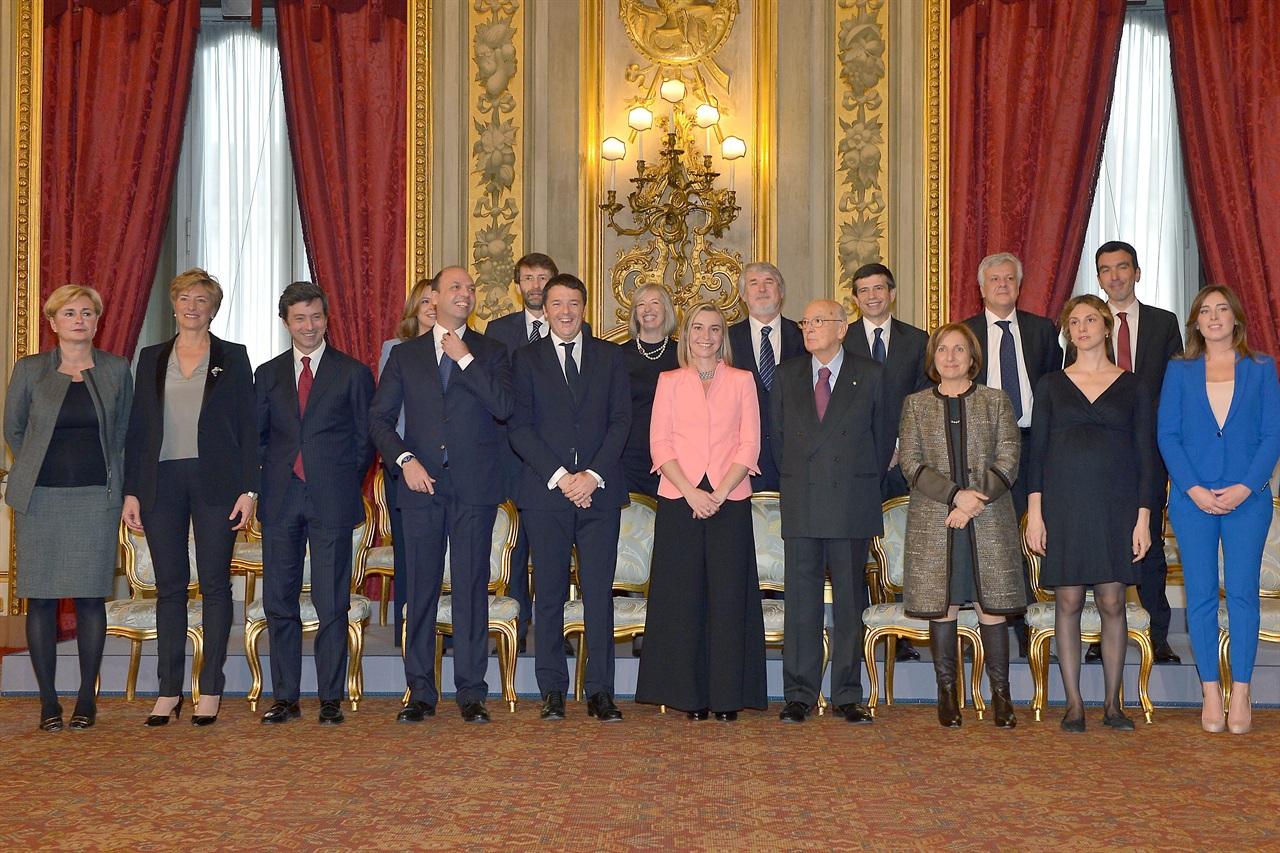
Gobierno de Renzi.

En una reunión el 13 de febrero de 2014, tras las tensiones entre Primer ministro Enrico Letta y el secretario del PD Matteo Renzi, la Jefatura del partido apoyó a Renzi pidiendo "un gobierno nuevo, una fase nueva y un programa radical de reforma". Los miembros del partido el partido respaldaron la propuesta de Renzi por 136 votos a favor, 16 en contra y dos abstenciones. El Palacio Chigi (la residencia oficial del Primer ministro) anunció que Letta viajaría al Palacio del Quirinal, y el día siguiente entregó su dimisión al Presidente Giorgio Napolitano.
En un discurso anterior, Renzi le rindió homenaje a Letta y le dijo que no tenía la intención de ponerlo "en juicio". Pero, sin proponerse directamente como el próximo primer ministro, dijo que la tercera economía más grande de la eurozona necesitaba urgentemente "una nueva fase" y un "programa radical" para impulsar las reformas que tanto se necesitan. La moción que presentó dejó en claro "la necesidad y la urgencia de abrir una nueva fase con un nuevo ejecutivo". En declaraciones privadas a los líderes del partido, Renzi dijo que Italia estaba "en una encrucijada" y se enfrentaba ya sea a la celebración de nuevas elecciones o a un nuevo gobierno sin un retorno a las urnas. El 14 de febrero, el presidente Napolitano aceptó la renuncia de Letta de la oficina del primer ministro.
Después de la dimisión de Letta, Renzi recibió formalmente la tarea de formar un gobierno nuevo el 17 de febrero. Renzi sostuvo varios días de conversaciones con los líderes de los partidos, que transmitió en vivo en Internet, antes de revelar su gabinete el 21 de febrero, que contenía miembros de su Partido Democrático, la Nueva Centroderecha, la Unión del Centro y la Elección Cívica. Su gabinete se convirtió en el gobierno más joven de Italia hasta la fecha, con una edad promedio de 47 años. También fue el primero en que el número de ministras era igual al número de ministros masculinos, excluyendo al primer ministro.
El día siguiente, Renzi fue jurado formalmente Primer ministro, convirtiéndose en el Primer ministro más joven en la historia de Italia. Su ascenso para convertirse en primer ministro fue ampliamente visto como un signo del muy necesario cambio generacional, y en el momento en que asumió el cargo, disfrutó de la calificación de aprobación más alta de cualquier político en el país.
El 25 de febrero, Renzi ganó un voto de confianza en el Parlamento italiano, con 169 votos en el Senado y 378 en la Cámara de Diputados.
El 20 de marzo de 2015, el primer ministro Renzi se convirtió en Ministro interino de Infraestructura y Transporte después de la renuncia de Maurizio Lupi, debido a un escándalo de corrupción relacionado con obras públicas en infraestructura, en el que se citó su nombre varias veces. Renzi ocupó el cargo hasta el 2 de abril, cuando Graziano Delrio fue nombrado nuevo ministro.

## Votos de investidura
| 25 de febrero de 2014 Votos de investidura para el Gobierno Renzi | 25 de febrero de 2014 Votos de investidura para el Gobierno Renzi | 25 de febrero de 2014 Votos de investidura para el Gobierno Renzi | 25 de febrero de 2014 Votos de investidura para el Gobierno Renzi |
| Parlamento                                                        | Voto                                                              | Partidos                                                          | Votos                                                             |
| ----------------------------------------------------------------- | ----------------------------------------------------------------- | ----------------------------------------------------------------- | ----------------------------------------------------------------- |
| Senado de la República (Votaron: 308 de 320, Majoría: 155)        | Sí                                                                | PD (107), NCD (31), PSI-SVP (11), PI (11), SC (8), GAL-UDC (1)    | 169/308                                                           |
| Senado de la República (Votaron: 308 de 320, Majoría: 155)        | No                                                                | FI (58), M5S (49), LN (14), GAL-UDC (10), Otros (8)               | 139/308                                                           |
| Senado de la República (Votaron: 308 de 320, Majoría: 155)        | Abstención                                                        | Ninguna                                                           | 0/308                                                             |
| Cámara de Diputados (Votaron: 599 de 629, Majoría: 300)           | Sí                                                                | PD (290), NCD (29), SC (22), Demo.S-CD (17), LN (1), Otros (19)   | 378/599                                                           |
| Cámara de Diputados (Votaron: 599 de 629, Majoría: 300)           | No                                                                | M5S (98), FI (61), SEL (34), LN (18), FdI (7), Otros (2)          | 220/599                                                           |
| Cámara de Diputados (Votaron: 599 de 629, Majoría: 300)           | Abstención                                                        | Ninguna                                                           | 0/599                                                             |

1. ↑  Ausentes (7): FI (2), M5S (1), PI (1), Otros (3)
En baja institucional (4): LN (1), Aut (1), Otros (2)
Presidente (1)
2. ↑  Ausentes (27): M5S (6), FI (6), CeI (5), PD (3), FdI (2), Demo.S–CD (2), LN (1), SI–SEL–P (1), Otros (1)
En baja institucional (3): M5S (2), SI–SEL–P (1)

## Análisis partidario

### Principio del mandato

#### Ministros
| - Partido Democrático | 9 |
| - Nueva Centroderecha | 3 |
| - Elección Cívica     | 1 |
| - Unión de Centro     | 1 |
| - Independientes      | 3 |

#### Ministros y otros miembros
- Partido Democrático (PD): Primer ministro, 8 ministros, 4 viceministros, 21 subsecretarios
- Nueva Centroderecha (NCD): 3 ministros, 2 viceministros, 7 subsecretarios
- Elección Cívica (SC): 1 ministro, 1 viceministro, 3 subsecretarios
- Unión de Centro (UdC): 1 ministro
- Populares por Italia (PpI): 1 viceministro, 3 subsecretarios
- Partido Socialista Italiano (PSI): 1 viceministro
- Independientes: 3 ministros, 5 subsecretarios

### Final del mandato

#### Ministros
| - Partido Democrático | 10 |
| - Nueva Centroderecha | 3  |
| - Unión de Centro     | 1  |
| - Independientes      | 3  |

#### Ministros y otros miembros
- Partido Democrático (PD): Primer ministro, 9 ministros, 3 viceministros, 23 subsecretarios
- Nueva Centroderecha (NCD): 3 ministros, 1 viceministro, 9 subsecretarios
- Unión de Centro (UdC): 1 ministro
- Democracia Solidaria (Demo.S): 2 viceministros
- Elección Cívica (SC): 1 viceministro
- Partido Socialista Italiano (PSI): 1 viceministro
- Centro Democrático (CD): 1 subsecretario
- Cívicos e Innovadores (CI): 1 subsecretario
- Independientes: 3 ministros, 1 viceministro, 4 subsecretarios

## Análisis geográfico

### Principio del mandato
- Norte de Italia: 8 ministros
  - Emilia-Romaña: 4 ministros
  - Lombardía: 2 ministros
  - Liguria: 2 ministros
- Italia central: 7 ministros (incl. Renzi)
  - Lacio: 4 ministros
  - Toscana: 3 ministros
- Sur e Italia insular: 2 ministros
  - Sicilia: 1 ministro
  - Calabria: 1 ministro

### Final del mandato
- Norte de Italia: 8 ministros
  - Emilia-Romaña: 4 ministros
  - Liguria: 2 ministros
  - Piamonte: 1 ministro
  - Lombardía: 1 ministro
- Italia central: 8 ministros (incl. Renzi)
  - Lacio: 5 ministros
  - Toscana: 3 ministros
- Sur e Italia insular: 1 ministro
  - Sicilia: 1 ministro

## Consejo de Ministros
| Cargo                                                                   | Nombre                  | Partido | Partido | Período   |
| ----------------------------------------------------------------------- | ----------------------- | ------- | ------- | --------- |
| Presidente del Consejo de Ministros                                     | Matteo Renzi            |         | PD      | 2014–2016 |
|                                                                         |                         |         |         |           |
| Ministro de Asuntos Exteriores                                          | Federica Mogherini      |         | PD      | 2014      |
| Ministro de Asuntos Exteriores                                          | Paolo Gentiloni         |         | PD      | 2014–2016 |
| Ministro del Interior                                                   | Angelino Alfano         |         | NCD     | 2014–2016 |
| Ministro de Justicia                                                    | Andrea Orlando          |         | PD      | 2014–2016 |
| Ministra de Defensa                                                     | Roberta Pinotti         |         | PD      | 2014–2016 |
| Ministro de Economía y Finanzas                                         | Pier Carlo Padoan       |         | Ind.    | 2014–2016 |
| Ministro de Desarrollo Económico                                        | Federica Guidi          |         | Ind.    | 2014–2016 |
| Ministro de Desarrollo Económico                                        | Matteo Renzi (interino) |         | PD      | 2016      |
| Ministro de Desarrollo Económico                                        | Carlo Calenda           |         | Ind.    | 2016      |
| Ministro de Infraestructura y Transporte                                | Maurizio Lupi           |         | NCD     | 2014–2015 |
| Ministro de Infraestructura y Transporte                                | Matteo Renzi (interino) |         | PD      | 2015      |
| Ministro de Infraestructura y Transporte                                | Graziano Delrio         |         | PD      | 2015–2016 |
| Ministro de Agricultura, Alimentación y Políticas Forestales            | Maurizio Martina        |         | PD      | 2014–2016 |
| Ministro del Ambiente                                                   | Gian Luca Galletti      |         | UDC     | 2014–2016 |
| Ministro de Trabajo y Políticas Sociales                                | Giuliano Poletti        |         | Ind.    | 2014–2016 |
| Ministra de Educación, Universidad e Investigación                      | Stefania Giannini       |         | SC / PD | 2014–2016 |
| Ministro de Cultura y Turismo                                           | Dario Franceschini      |         | PD      | 2014–2016 |
| Ministra de Salud                                                       | Beatrice Lorenzin       |         | NCD     | 2014–2016 |
|                                                                         |                         |         |         |           |
| Ministra para las Reformas Constitucionales y Relaciones Parlamentarias | Maria Elena Boschi      |         | PD      | 2014–2016 |
| Ministra de Administración Pública                                      | Marianna Madia          |         | PD      | 2014–2016 |
| Ministro de Asuntos Regionales                                          | Maria Carmela Lanzetta  |         | PD      | 2014–2015 |
| Ministro de Asuntos Regionales                                          | Enrico Costa            |         | NCD     | 2015–2016 |
|                                                                         |                         |         |         |           |
| Secretario del Consejo de Ministros de Italia                           | Graziano Delrio         |         | PD      | 2014–2015 |
| Secretario del Consejo de Ministros de Italia                           | Claudio De Vincenti     |         | PD      | 2015–2016 |

## Composición del Gobierno
| Retrato | Cargo                                                                                 | Nombre                  | Período                                         | Partido | Partido                                                             | Viceministros Subsecretarios |
| ------- | ------------------------------------------------------------------------------------- | ----------------------- | ----------------------------------------------- | ------- | ------------------------------------------------------------------- | --- |
|         | Presidente del Consejo de Ministros                                                   | Matteo Renzi            | 22 de febrero de 2014 – 12 de diciembre de 2016 |         | Partido Democrático                                                 | Subsecretarios: Luca Lotti (PD) Sandro Gozi (PD) Marco Minniti (PD) Graziano Delrio (PD) (hasta el 2 de abril de 2015) Claudio De Vincenti (PD) (desde el 10 de abril de 2015) Tommaso Nannicini (PD) (desde el 29 de enero de 2016) |
|         |                                                                                       |                         |                                                 |         |                                                                     | |
|         | Ministro de Asuntos Exteriores                                                        | Federica Mogherini      | 22 de febrero de 2014 – 31 de octubre de 2014   |         | Partido Democrático                                                 | Viceministros: Mario Giro (DemoS) Subsecretarios: Vincenzo Amendola (PD) Benedetto Della Vedova (Ind.) |
|         | Ministro de Asuntos Exteriores                                                        | Paolo Gentiloni         | 31 de octubre de 2014 – 12 de diciembre de 2016 |         | Partido Democrático                                                 | Viceministros: Mario Giro (DemoS) Subsecretarios: Vincenzo Amendola (PD) Benedetto Della Vedova (Ind.) |
|         | Ministro del Interior                                                                 | Angelino Alfano         | 22 de febrero de 2014 – 12 de diciembre de 2016 |         | Nueva Centroderecha                                                 | Viceministros: Filippo Bubbico (PD) Subsecretarios: Gianpiero Bocci (PD) Domenico Manzione (Ind.) |
|         | Ministro de Justicia                                                                  | Andrea Orlando          | 22 de febrero de 2014 – 12 de diciembre de 2016 |         | Partido Democrático                                                 | Viceministros: Enrico Costa (NCD) (hasta el 29 de enero de 2016) Subsecretarios: Federica Chiavaroli (NCD) Cosimo Ferri (Ind.) (desde el 29 de enero de 2016) Gennaro Migliore (PD) (desde el 29 de enero de 2016) |
|         | Ministra de Defensa                                                                   | Roberta Pinotti         | 22 de febrero de 2014 – 12 de diciembre de 2016 |         | Partido Democrático                                                 | Subsecretarios: Gioacchino Alfano (NCD) Domenico Rossi (CD) |
|         | Ministro de Economía y Finanzas                                                       | Pier Carlo Padoan       | 24 de febrero de 2014 – 12 de diciembre de 2016 |         | Independiente                                                       | Viceministros: Luigi Casero (NCD) Enrico Morando (PD) Enrico Zanetti (SC) (desde el 29 de enero de 2016) Subsecretarios: Pier Paolo Baretta (PD) Giovanni Legnini (PD) (hasta el 25 de septiembre de 2014) Paola De Micheli (PD) (desde el 10 de noviembre de 2014) |
|         | Ministro de Desarrollo Económico                                                      | Federica Guidi          | 22 de febrero de 2014 – 5 de abril de 2016      |         | Independiente                                                       | Viceministros: Carlo Calenda (Ind.) (hasta el 20 de marzo de 2016) Claudio De Vincenti (PD) (hasta el 10 de abril de 2015) Teresa Bellanova (PD) (desde el 29 de enero de 2016) Subsecretarios: Antonio Gentile (NCD) (desde el 29 de enero de 2016) Antonello Giacomelli (PD) Simona Vicari (NCD) (hasta el 29 de enero de 2016) Ivan Scalfarotto (PD) (desde el 8 de abril de 2016) |
|         | Ministro de Desarrollo Económico                                                      | Matteo Renzi (interino) | 5 de abril de 2016 – 10 de mayo de 2016         |         | Partido Democrático                                                 | Viceministros: Carlo Calenda (Ind.) (hasta el 20 de marzo de 2016) Claudio De Vincenti (PD) (hasta el 10 de abril de 2015) Teresa Bellanova (PD) (desde el 29 de enero de 2016) Subsecretarios: Antonio Gentile (NCD) (desde el 29 de enero de 2016) Antonello Giacomelli (PD) Simona Vicari (NCD) (hasta el 29 de enero de 2016) Ivan Scalfarotto (PD) (desde el 8 de abril de 2016) |
|         | Ministro de Desarrollo Económico                                                      | Carlo Calenda           | 10 de mayo de 2016 – 12 de diciembre de 2016    |         | Independiente                                                       | Viceministros: Carlo Calenda (Ind.) (hasta el 20 de marzo de 2016) Claudio De Vincenti (PD) (hasta el 10 de abril de 2015) Teresa Bellanova (PD) (desde el 29 de enero de 2016) Subsecretarios: Antonio Gentile (NCD) (desde el 29 de enero de 2016) Antonello Giacomelli (PD) Simona Vicari (NCD) (hasta el 29 de enero de 2016) Ivan Scalfarotto (PD) (desde el 8 de abril de 2016) |
|         | Ministro de Infraestructura y Transporte                                              | Maurizio Lupi           | 22 de febrero de 2014 – 20 de marzo de 2015     |         | Nueva Centroderecha                                                 | Viceministros: Riccardo Nencini (PSI) Subsecretarios: Umberto Del Basso De Caro (PD) Antonio Gentile (NCD) (hasta el 10 de marzo de 2014) Simona Vicari (NCD) (desde el 29 de enero de 2016) |
|         | Ministro de Infraestructura y Transporte                                              | Matteo Renzi (interino) | 20 de marzo de 2015 – 2 de abril de 2015        |         | Partido Democrático                                                 | Viceministros: Riccardo Nencini (PSI) Subsecretarios: Umberto Del Basso De Caro (PD) Antonio Gentile (NCD) (hasta el 10 de marzo de 2014) Simona Vicari (NCD) (desde el 29 de enero de 2016) |
|         | Ministro de Infraestructura y Transporte                                              | Graziano Delrio         | 2 de abril de 2015 – 12 de diciembre de 2016    |         | Partido Democrático                                                 | Viceministros: Riccardo Nencini (PSI) Subsecretarios: Umberto Del Basso De Caro (PD) Antonio Gentile (NCD) (hasta el 10 de marzo de 2014) Simona Vicari (NCD) (desde el 29 de enero de 2016) |
|         | Ministro de Agricultura, Alimentación y Políticas Forestales                          | Maurizio Martina        | 22 de febrero de 2014 – 12 de diciembre de 2016 |         | Partido Democrático                                                 | Viceministros: Andrea Olivero (DemoS) Subsecretarios: Giuseppe Castiglione (NCD) |
|         | Ministro del Ambiente                                                                 | Gian Luca Galletti      | 22 de febrero de 2014 – 12 de diciembre de 2016 |         | Unión de Centro                                                     | Subsecretarios: Barbara Degani (NCD) Silvia Velo (PD) |
|         | Ministro de Trabajo y Políticas Sociales                                              | Giuliano Poletti        | 22 de febrero de 2014 – 12 de diciembre de 2016 |         | Independiente                                                       | Subsecretarios: Franca Biondelli (PD) Luigi Bobba (PD) Massimo Cassano (NCD) Teresa Bellanova (PD) (hasta el 29 de enero de 2016) |
|         | Ministra de Educación, Universidad e Investigación                                    | Stefania Giannini       | 22 de febrero de 2014 – 12 de diciembre de 2016 |         | Partido Democrático Antes del 5 de febrero de 2015: Elección Cívica | Subsecretarios: Angela D'Onghia (Ind.) Gabriele Toccafondi (NCD) Roberto Reggi (PD) (hasta el 19 de septiembre de 2014) Davide Faraone (PD) (desde el 10 de noviembre de 2014) |
|         | Ministro de Cultura y Turismo                                                         | Dario Franceschini      | 22 de febrero de 2014 – 12 de diciembre de 2016 |         | Partido Democrático                                                 | Subsecretarios: Ilaria Borletti Buitoni (PD) Francesca Barracciu (PD) (hasta el 21 de octubre de 2015) Dorina Bianchi (NCD) (desde el 29 de enero de 2016) Antimo Cesaro (SC) (desde el 29 de enero de 2016) |
|         | Ministra de Salud                                                                     | Beatrice Lorenzin       | 22 de febrero de 2014 – 12 de diciembre de 2016 |         | Nueva Centroderecha                                                 | Subsecretarios: Vito De Filippo (PD) |
|         |                                                                                       |                         |                                                 |         |                                                                     | |
|         | Ministra para las Reformas Constitucionales y Relaciones Parlamentarias (sin cartera) | Maria Elena Boschi      | 22 de febrero de 2014 – 12 de diciembre de 2016 |         | Partido Democrático                                                 | Subsecretarios: Sesa Amici (PD) Luciano Pizzetti (PD) Ivan Scalfarotto (PD) (hasta el 8 de abril de 2016) |
|         | Ministra de Administración Pública (sin cartera)                                      | Marianna Madia          | 22 de febrero de 2014 – 12 de diciembre de 2016 |         | Partido Democrático                                                 | Subsecretarios: Angelo Rughetti (PD) |
|         | Ministro de Asuntos Regionales (sin cartera)                                          | Maria Carmela Lanzetta  | 22 de febrero de 2014 – 26 de enero de 2015     |         | Partido Democrático                                                 | Subsecretarios: Gianclaudio Bressa (PD) |
|         | Ministro de Asuntos Regionales (sin cartera)                                          | Enrico Costa            | 29 de enero de 2016 – 12 de diciembre de 2016   |         | Nueva Centroderecha                                                 | Subsecretarios: Gianclaudio Bressa (PD) |
|         |                                                                                       |                         |                                                 |         |                                                                     | |
|         | Secretario del Consejo de Ministros                                                   | Graziano Delrio         | 22 de febrero de 2014 – 2 de abril de 2015      |         | Partido Democrático                                                 | |
|         | Secretario del Consejo de Ministros                                                   | Claudio De Vincenti     | 10 de abril de 2015 – 12 de diciembre de 2016   |         | Partido Democrático                                                 | |

1. 1 2  Antes del 4 de julio de 2014: PpI
2. ↑  Antes del 6 de febrero de 2015: SC